# Katie McLaughlin
Kathryn McLaughlin –conocida como Katie McLaughlin– (Dana Point, 9 de julio de 1997) es una deportista estadounidense que compite en natación, especialista en el estilo libre.
Participó en los Juegos Olímpicos de Tokio 2020, obteniendo una medalla de plata en la prueba de 4 × 200 m libre.
Ganó tres medallas en el Campeonato Mundial de Natación, en los años 2015 y 2019, y dos medallas en el Campeonato Pan-Pacífico de Natación, en los años 2014 y 2018.

## Palmarés internacional
| Juegos Olímpicos        | Juegos Olímpicos        | Juegos Olímpicos  | Juegos Olímpicos        |
| Año                     | Lugar                   | Medalla           | Prueba                  |
| ----------------------- | ----------------------- | ----------------- | ----------------------- |
| 2020                    | Tokio (Japón)           | Medalla de plata  | 4 × 200 m libre         |
| Campeonato Mundial      |                         |                   |                         |
| Año                     | Lugar                   | Medalla           | Prueba                  |
| 2015                    | Kazán (Rusia)           | Medalla de oro    | 4 × 200 m libre         |
| 2015                    | Kazán (Rusia)           | Medalla de bronce | 4 × 100 m estilos mixto |
| 2019                    | Gwangju (Corea del Sur) | Medalla de plata  | 4 × 200 m libre         |
| Campeonato Pan-Pacífico |                         |                   |                         |
| Año                     | Lugar                   | Medalla           | Prueba                  |
| 2014                    | Gold Coast (Australia)  | Medalla de bronce | 200 m mariposa          |
| 2018                    | Tokio (Japón)           | Medalla de plata  | 4 × 200 m libre         |